# Opus (film)
Pour les articles homonymes, voir Opus.
Pour plus de détails, voir Fiche technique et Distribution.
Opus est un film américain réalisé par Mark Anthony Green et sorti en 2025. Il s'agit de son premier long métrage.
Le long métrage met en vedette Ayo Edebiri, John Malkovich, Juliette Lewis, Murray Bartlett, Amber Midthunder et Tony Hale. Il est présenté en avant-première au festival de Sundance en janvier 2025, avant sa diffusion dans les salles américaines. Le film reçoit des critiques mitigées et récolte 2,2 millions de dollars au box-office.

## Synopsis
Dans les années 1990, Alfred Moretti était une superstar de la pop. Alors qu'il était à la retraite, il annonce la sortie de son nouvel album. Cela déclenche une tempête médiatique. Le chanteur invite alors six invités à une soirée d'écoute dans sa résidence de l'Utah : la journaliste Ariel Ecton et son patron Stan Sullivan, l'animatrice de talk-show Clara Armstrong, l'influenceuse Emily Katz, la paparazzi Bianca Tyson et l'animateur radio Bill Lotto. Sur place, les convives découvrent qu'Alfred Moretti fait partie d'une sorte de secte. Se faisant appeler Levelists, ces étranges occupants de la résidence de Moretti portent des uniformes identiques et se comportent bizarrement. Tandis que les autres invités se laissent peu à peu convaincre, Ariel demeure méfiante et commence à enquêter sur la secte. Cette nuit-là, Bill est tué par Moretti et un groupe de Levelists.

## Fiche technique
Sauf indication contraire, les informations mentionnées dans cette section peuvent être confirmées par les bases de données cinématographiques IMDb et Allociné,  présentes dans la section « Liens externes ».
- Titre original : Opus
- Réalisation et scénario : Mark Anthony Green
- Musique : Danny Bensie et Saunder Jurriaans ; chansons composées par Nile Rodgers et The-Dream
- Direction artistique : Jurasama Arunchai
- Décors : Robert Pyzocha
- Costumes : Shirley Kurata
- Photographie : Tommy Maddox-Upshaw
- Montage : Ernie Gilbert
- Production : Joshua Bachove, Collin Creighton, Mark Anthony Green, Poppy Hanks, Jelani Johnson et Brad Weston

Producteurs délégués : Charles D. King, Nile Rodgers, Sara Newkirk Simon et The-Dream
- Sociétés de production : MACRO et Makeready
- Sociétés de distribution : A24 (États-Unis), VVS Films (Canada)
- Budget : 10 millions de dollars[1]
- Pays de production :  États-Unis
- Langue originale : anglais
- Format : couleur
- Genre : thriller
- Durée : 104 minutes
- Dates de sortie[2] :
  - États-Unis : 27 janvier 2025 (festival de Sundance)
  - États-Unis, Canada : 14 mars 2025
  - Suisse : 8 juillet 2025 (Festival international du film fantastique de Neuchâtel)
- Classification[3] :
  - États-Unis : R

## Distribution
- Ayo Edebiri : Ariel Ecton
- John Malkovich : Alfred Moretti
- Juliette Lewis : Clara Armstrong
- Murray Bartlett : Stan Sullivan
- Melissa Chambers : Bianca Tyson
- Tony Hale : Soledad Yusef
- Stephanie Suganami : Emily Katz
- Mark Sivertsen : Bill Lotto
- Amber Midthunder : Belle
- Tatanka Means : Najee
- Tamera Tomakili : Rachel Malick
- Young Mazino : Kent
- Rosario Dawson : la marionnette de Billie Holiday (voix)
- Lil Nas X et Lenny Kravitz : des fans d'Alfred Moretti (caméos)
- Bill Burr : lui-même (caméo)
- Wolf Blitzer : lui-même (caméo)

## Production
Opus est écrit et réalisé par Mark Anthony Green (en), ancien journaliste pour GQ, qui fait ici ses débuts de réalisateur.
Le tournage se déroule à Pojoaque au Nouveau-Mexique en novembre 2023,.
Le film contient des chansons originales écrites par Nile Rodgers et The-Dream,. Un EP des chansons interprétées par le personnage incarné par John Malkovich sort sous le titre Opus: The Moretti EP.

## Sortie et accueil

### Dates de sortie
Opus est présenté dans la section Midnight lors du festival de Sundance le 27 janvier 2025. Il sort ensuite dans les salles américaines le 14 mars 2025,.

### Critique
Sur le site d'agrégation de critiques Rotten Tomatoes, le film obtient 41% d'avis favorables, pour 123 critiques et une note moyenne de 5⁄10. Le consensus suivant résumé les avis collectés : « Malkovich s'amuse clairement à jouer un musicien pop néfaste dans Opus, mais malheureusement, le reste de ce thriller est trop confus sur le plan conceptuel pour que le plaisir de la star soit contagieux. » Sur le site Metacritic, qui utilise une moyenne pondérée, le film obtient la note de 42⁄100 pour 36 critiques.

### Box-office
Le film sort dans les salles aux États-Unis et au Canada le 14 mars 2025, en même temps que Novocaïne, The Insider, The Last Supper et Daffy et Porky sauvent le monde. Les projections prévoient qu'il va réaliser entre 2 et 4 millions de dollars pour son week-end d'ouverture avec ses 1 764 copies. Le film engrange 433 000 dollars dès son premier jour, dont environ 150 000 dollars lors des avant-premières du jeudi soir. Il récolte ensuite seulement 1 million de dollars à ses débuts, terminant hors du top 10. Pour son second week-end d'exploitation, Opus n'enregistre que 282 521 $.